# Episodi di Broad City (quarta stagione)
La quarta stagione della serie televisiva Broad City è stata trasmessa in prima visione negli Stati Uniti su Comedy Central dal 13 settembre al 6 dicembre 2017.
In Italia la stagione viene trasmessa su Comedy Central dal 17 giugno al 15 luglio 2024.
| n° | Titolo originale | Titolo italiano         | Prima TV USA      | Prima TV Italia |
| -- | ---------------- | ----------------------- | ----------------- | --------------- |
| 1  | Sliding Doors    | Sliding Doors           | 13 settembre 2017 | 17 giugno 2024  |
| 2  | Twaining Day     | Finalmente Shania Twain | 20 settembre 2017 | 17 giugno 2024  |
| 3  | Just the Tips    | Solo le punte           | 27 settembre 2017 | 24 giugno 2024  |
| 4  | Mushrooms        | Funghi                  | 11 ottobre 2017   | 24 giugno 2024  |
| 5  | Abbi's Mom       | La mamma di Abbi        | 18 ottobre 2017   | 1º luglio 2024  |
| 6  | Witches          | Streghe                 | 25 ottobre 2017   | 1º luglio 2024  |
| 7  | Florida          | Florida                 | 8 novembre 2017   | 8 luglio 2024   |
| 8  | House-Sitting    | House-Sitting           | 15 novembre 2017  | 8 luglio 2024   |
| 9  | Bedbugs          | Cimici                  | 29 novembre 2017  | 15 luglio 2024  |
| 10 | Friendiversary   | Amiciversario           | 6 dicembre 2017   | 15 luglio 2024  |